# Short (Oklahoma)
Short es un lugar designado por el censo ubicado en el condado de Sequoyah en el estado estadounidense de Oklahoma. En el Censo de 2010 tenía una población de 293 habitantes y una densidad poblacional de 23,45 personas por km².

## Geografía
Short se encuentra ubicado en las coordenadas 35°34′6″N 94°29′43″O / 35.56833, -94.49528. Según la Oficina del Censo de los Estados Unidos, Short tiene una superficie total de 20.11 km², de la cual 28.31 km² corresponden a tierra firme y (1.37%) 0.27 km² es agua.

## Demografía
Según el censo de 2010, había 293 personas residiendo en Short. La densidad de población era de 23,45 hab./km². De los 293 habitantes, Short estaba compuesto por el 74.06% blancos, el 0.34% eran afroamericanos, el 21.84% eran amerindios, el 0.34% eran asiáticos, el 0% eran isleños del Pacífico, el 0% eran de otras razas y el 3.41% pertenecían a dos o más razas. Del total de la población el 2.05% eran hispanos o latinos de cualquier raza.